# Liewang
Król Lie z dynastii Zhou (chiński: 周烈王; pinyin: Zhōu Lìe Wáng) – trzydziesty czwarty władca tej dynastii i dwudziesty drugi ze wschodniej linii dynastii Zhou. Rządził w latach 375-369 p.n.e. Jego następcą został jego brat, Xianwang.